# Hans Zdražila
Hans Zdražila (ur. 3 października 1941 w Ostrawie) – czechosłowacki sztangista, złoty medalista olimpijski i trzykrotny medalista mistrzostw świata.

## Kariera
Startował w wadze średniej (do 75 kg) i półciężkiej (do 82 kg). Pierwszy sukces w karierze osiągnął w 1963 roku, kiedy podczas mistrzostw świata w Sztokholmie zdobył brązowy medal w wadze średniej. W zawodach tych wyprzedzili go jedynie Aleksandr Kurynow z ZSRR i Węgier Mihály Huszka. Rok później wystartował na igrzyskach olimpijskich w Tokio, gdzie zwyciężył w tej samej kategorii wagowej. Pokonał tam Wiktora Kuriencowa z ZSRR i Japończyka Masushiego Ōuchi. Zdražila wywalczył jednocześnie tytuł mistrza świata.
Od 1965 roku startował w wadze półciężkiej, zdobywając między innymi brązowy medal na mistrzostwach świata w Berlinie. Uplasował się tam za Władimirem Bielajewem z ZSRR i Węgrem Győző Veresem. Ponadto czterokrotnie zdobywał medale mistrzostw Europy: srebrne na ME w Sztokholmie w 1963 roku (waga średnia) i ME w Sofii w 1965 roku (waga półciężka) oraz brązowe podczas ME w Moskwie w 1964 roku (waga średnia) i ME w Berlinie Wschodnim w 1966 roku (waga półciężka). Brał też udział w igrzyskach w Meksyku w 1968 roku, gdzie zajął szóste miejsce.
Był wielokrotnym mistrzem Czechosłowacji.